# The Director's Cut
The Director's Cut è il secondo album in studio del supergruppo statunitense Fantômas, pubblicato il 10 luglio 2001 dalla Ipecac Recordings.

## Descrizione
Dopo il successo del loro album di debutto, Fantômas, la band ha deciso di intraprendere un progetto ambizioso che consisteva nel reinterpretare alcune delle più celebri colonne sonore cinematografiche. 
The Director's Cut presenta una vasta gamma di stili musicali, che spaziano dal metal sperimentale, all'avanguardia, al noise rock e alla musica ambient. Ogni traccia dell'album rappresenta una reinterpretazione unica di una colonna sonora, con arrangiamenti complessi e sorprendenti cambi di atmosfera. La band dimostra la loro maestria musicale, creando paesaggi sonori unici e coinvolgenti.
Ne venne fatta una ristampa non ufficiale nel 2019 su disco in vinile in Europa.

## Tracce
1. The Godfather – 2:47 (Nino Rota)
2. Der Golem – 2:39 (Karl Ernst Sasse)
3. Experiment in Terror – 2:42 (Henry Mancini)
4. One Step Beyond – 2:57 (Harry Lubin)
5. Night of the Hunter (Remix) – 0:59 (Walter Schumann)
6. Cape Fear – 1:48 (Bernard Herrmann)
7. Rosemary's Baby – 3:21 (Krzysztof Komeda)
8. The Devil Rides Out (Remix) – 1:39 (James Bernard)
9. Spider Baby – 2:26 (Ronald Stein)
10. The Omen (Ave Satani) – 1:50 (Jerry Goldsmith)
11. Henry: Portrait of a Serial Killer – 3:08 (Robert McNaughton)
12. Vendetta – 2:04 (John Barry)
13. Investigation of a Citizen Above Suspicion – 4:01 (Ennio Morricone)
14. Twin Peaks: Fire Walk With Me – 3:29 (Angelo Badalamenti)
15. Charade – 3:05 (Henry Mancini)

## Curiosità
La tredicesima traccia di questo album (insieme a quella dell'album precedente) non contiene un brano, ma semplicemente la dissolvenza dal brano precedente. Questo è dovuto al fatto che il numero 13 è considerato un numero che porta sfortuna.

## Formazione
- Mike Patton - voce, produzione, arrangiamenti, artwork
- Dave Lombardo - batteria
- Buzz Osborne - chitarra
- Trevor Dunn - basso